# Sony Pictures Animation
Sony Pictures Animation es un estudio de animación estadounidense dedicada a producir películas y series animadas por computadora. Es propiedad de Sony Pictures Entertainment que a su vez pertenece al conglomerado Sony. Fundada el 9 de mayo de 2002 en Culver City, California, donde se ubica su sede central. Esta empresa trabaja de la mano con Sony Pictures Imageworks, empresa que supervisa la producción digital y los activos de entretenimiento en línea de Sony Pictures Entertainment.

## Historia
En 2001, Sony Pictures Entertainment considera la venta de su planta de efectos visuales Sony Pictures Imageworks (SPI), después de no poder encontrar un comprador adecuado, y de haber quedado impresionado con las imágenes creadas en Stuart Little 2, y viendo el éxito de taquilla de Shrek de Dreamworks Animation y Disney/Pixar de Monsters Inc.., Sony Pictures Imageworks fue mejorada para convertirse en un estudio de animación. Astro Boy, que tuvo desarrollo en Sony desde 1997 como película de acción en vivo, iba a ser la primera de este estudio hecha totalmente por gráficos de computadora. En mayo de 2002, Sony Pictures Animation se creó para desarrollar personajes, historias y películas, con SPI haciéndose cargo de la producción digital, manteniendo su producción de efectos visuales.
Su primer largometraje Open Season fue lanzado el 29 de septiembre de 2006. La película de mayor éxito financiero hasta la fecha es Spider-Man: Across the Spider-Verse. La película del estudio que ganó el Oscar a la categoría a Mejor película animada es Spider-Man: un nuevo universo en 2018. Y el último largometraje que fue lanzado por el estudio es Las guerreras K-pop, estrenada en 2025.
Sony Pictures Animation está trabajando actualmente en Spider-Man: Beyond the Spider-Verse (2027), Fixed (2025) y Goat (2026).

## Filmografía
| #  | Película                                      | Fecha de estreno         | Director                                  | País                 | Guionistas                                                         | Compositor(es)                    | Notas                                       |
| -- | --------------------------------------------- | ------------------------ | ----------------------------------------- | -------------------- | ------------------------------------------------------------------ | --------------------------------- | ------------------------------------------- |
| 1  | Open Season                                   | 29 de septiembre de 2006 | Jill CultonRogers AllersAnthony Stacchi   | Estados Unidos       | Steve BencichRon J. Friedman                                       | Ramin Djawadi                     |                                             |
| 2  | Surf's Up                                     | 8 de junio de 2007       | Ash BrannonChris Buck                     | Estados Unidos       | Lisa AddarioChristin DarrenDon RhymerJoe Syracuse                  | Mychael Danna                     |                                             |
| 3  | Open Season 2                                 | 24 de septiembre de 2008 | Jill CultonRogers AllersAnthony Stacchi   | Estados Unidos       | David I. Stern                                                     | Ramin Djawadi                     | Lanzada directo a DVD y Blu-Ray             |
| 4  | Cloudy with a Chance of Meatballs             | 18 de septiembre de 2009 | Phil LordChris Miller                     | Estados Unidos       | Phil LordChris Miller                                              | Mark MothersbaughMiranda Cosgrove | Nominada a los Globos de Oro                |
| 5  | Open Season 3                                 | 24 de junio de 2010      | Cody Cameron                              | Estados Unidos       | David I. Stern                                                     | Jeff Cardoni                      | Lanzada directo a DVD y Blu-Ray             |
| 6  | Los Pitufos                                   | 23 de junio de 2011      | Sarah Smith                               | Estados Unidos       | Peter BaynhamSarah Smith                                           | Harry Gregson-Williams            |                                             |
| 7  | Arthur Christmas                              | 29 de noviembre de 2011  | Raja Gosnell                              | Estados Unidos       | J. David StemDavid N. WeissJay ScherickDavid Ronn                  | Heitor Pereira                    |                                             |
| 8  | The Pirates! In an Adventure with Scientists! | 27 de agosto de 2012     | Genndy Tartakovsky                        | Estados Unidos       | Peter BayhmanRobert Smigel                                         | Mark Mothersbaugh                 |                                             |
| 9  | Hotel Transylvania                            | 27 de octubre de 2012    | Peter Lord                                | Estados Unidos       | Gideon Defoe                                                       | Theodore Shapiro                  |                                             |
| 10 | Los Pitufos 2                                 | 31 de julio de 2013      | Raja Gosnell                              | Estados Unidos       | J. David StemDavid N. WeissJay ScherickDavid RonnKarey Kirkpatrick | Heitor Pereira                    |                                             |
| 11 | Cloudy with a Chance of Meatballs 2           | 13 de septiembre de 2013 | Cody Cameron                              | Estados Unidos       | John Francis DaleyJonathan GoldsteinErica Rivinoja                 | Mark Mothersbaugh                 |                                             |
| 12 | Hotel Transylvania 2                          | 24 de agosto de 2015     | Genndy Tartakovsky                        | Estados Unidos       | Robert SmigelAdam Sandler                                          | Mark Mothersbaugh                 |                                             |
| 13 | Goosebumps                                    | 16 de octubre de 2015    | Rob Letterman                             | Estados Unidos       | Darren Lemke                                                       | Danny Elfman                      |                                             |
| 14 | Open Season: Scared Silly                     | 8 de marzo de 2016       | David Feiss                               | Estados Unidos       | Carlos Kotkin                                                      | Rupert Gregson-Williams           | Lanzada directo a DVD y Blu-Ray             |
| 15 | Surf's Up 2: WaveMania                        | 17 de enero de 2017      | Henry Yu                                  | Estados Unidos       | Abdul WilliamsLionheart                                            | Toby Chu                          | Lanzada directo a DVD y Blu-Ray             |
| 16 | Smurfs: The Lost Village                      | 7 de abril de 2017       | Kelly AsburyKarey Kirkpatrick             |                      | Chris Poche                                                        | Christopher Lennertz              |                                             |
| 17 | Emoji: la película                            | 28 de julio de 2017      | Tony Leondis                              |                      | Tony LeondisEric SiegelMike White                                  | Patrick Doyle                     |                                             |
| 18 | The Star                                      | 17 de noviembre de 2017  | Timothy Reckart                           |                      | Carlos Kotkin                                                      | John Paesano                      |                                             |
| 19 | Peter Rabbit                                  | 9 de febrero de 2018     | Will Gluck                                |                      | Rob LieberWill Gluck                                               | Dominic Lewis                     |                                             |
| 20 | Hotel Transylvania 3: Summer Vacation         | 13 de julio de 2018      | Genndy Tartakovsky                        |                      | Genndy TartakovskyMichael McCullers                                | Mark Mothersbaugh                 |                                             |
| 21 | Goosebumps 2: Haunted Halloween               | 12 de octubre de 2018    | Ari Sandel                                |                      | Rob Lieber                                                         | Dominic Lewis                     |                                             |
| 22 | Spider-Man: un nuevo universo                 | 14 de diciembre de 2018  | Bob PersichettiPeter RamseyRodney Rothman |                      | Phil LordRodney Rothman                                            | Daniel Pemberton                  | Ganadora del Oscar a Mejor Película Animada |
| 23 | Angry Birds 2: la película                    | 14 de agosto de 2019     | Mark Thurop Van OrmanJohn Rice            |                      | Peter AckermanJohn Cohen                                           | Heitor Pereira                    |                                             |
| 24 | The Mitchells vs. the Machines                | 30 de abril de 2021      | Mike Rianda                               |                      | Mike RiandaJeff Rowe                                               | Mark Mothersbaugh                 | Estrenada en Netflix                        |
| 25 | Wish Dragon                                   | 11 de junio de 2021      | Chris Appelhans                           | Estados Unidos China | Aron Warner                                                        | Jon Fratelli                      | Estrenada en Netflix                        |
| 26 | Vivo                                          | 6 de agosto de 2021      | Kirk DeMiccoBrandon Jeffords              |                      | Kirk DeMiccoBrandon JeffordsPeter BarsocchiniQuiara Alegría Hudes  | Alex Lacamoire                    | Estrenada en Netflix                        |
| 27 | Hotel Transylvania: Transformanía             | 14 de enero de 2022      | Derek DrymonJennifer Kluska               |                      | Alice Dewey Goldstone                                              | Mark Mothersbaugh                 | Estrenada en Amazon Prime Video             |
| 28 | Spider-Man: Across the Spider-Verse           | 2 de junio de 2023       | Phil LordChris Miller                     |                      | Phil LordRodney Rothman                                            | Daniel Pemberton                  |                                             |
| 29 | Las guerreras K-pop                           | 20 de junio de 2025      | Maggie Kang Chris Appelhans               |                      | Danya Jimenez Hannah McMechan Maggie Kang Chris Appelhans          | Marcelo Zarvos                    | Estrenada en Netflix                        |
| 30 | Fixed                                         | 13 de agosto de 2025     |                                           |                      |                                                                    |                                   |                                             |

### Próximas películas
| #  | Título                             | Fecha de estreno programada | Ref.  |
| -- | ---------------------------------- | --------------------------- | ----- |
| 31 | Goat                               | 13 de febrero de 2026       | [ 5 ] |
| 32 | Spiderman: Beyond The Spider-Verse | 25 de junio de 2027         | [ 6 ] |
| 33 | Goosebumps 3: HorrorLand           | Sin Confirmar               | [ 7 ] |
| 34 | Película de spider-punk sin título | Sin confirmar               |       |

### Cortometrajes
| #  | Título                                  | release date             |
| -- | --------------------------------------- | ------------------------ |
| 1  | The ChubbChubbs!                        | 3 de julio de 2002       |
| 2  | Early Bloomer                           | 9 de mayo de 2003        |
| 3  | Boog & Elliot's Midnight Bun Run        | 26 de enero de 2007      |
| 4  | The ChubbChubbs Save Xmas               | 31 de agosto de 2007     |
| 5  | The Smurfs: A Christmas Carol           | 2 de diciembre de 2011   |
| 6  | So You Want to Be a Pirate!             | 27 de julio de 2012      |
| 7  | Goodnight Mr. Foot                      | 26 de octubre de 2012    |
| 8  | The Smurfs: The Legend of Smurfy Hollow | 13 de septiembre de 2013 |
| 9  | Super Manny                             | 1 de noviembre de 2013   |
| 10 | Earl Scouts                             | 11 de octubre de 2013    |
| 11 | Steve's First Bath                      | 31 de enero de 2014      |
| 12 | Attack of the 50-Foot                   | 31 de enero de 2014      |
| 13 | Puppy!                                  | 28 de julio de 2017      |
| 14 | Flopsy Turvy                            | 30 de marzo de 2018      |
| 15 | Spider-Ham: Caught in a Ham             | 19 de marzo de 2019      |
| 16 | Hair Love                               | 14 de agosto de 2019     |
| 17 | Live Stream                             | 12 de noviembre de 2019  |
| 18 | Monster Pets                            | 23 de abril de 2021      |
| 19 | Dog Cop 7: The Final Chapter            | 14 de diciembre de 2021  |
| 20 | Together Forever                        | 2 de junio de 2023       |
| 21 | The Spider Within                       | 12 de junio de 2023      |
| 22 | Far from the Mountain                   | 27 de octubre de 2023    |
| 23 | Katie's Date                            | 25 de diciembre de 2023  |
| 24 | Untitled K-Pop: Demon Hunters Short     | 2025                     |

### Series de Televisión
- Cloudy with a Chance of Meatballs
- Hotel Transylvania
- Agente Elvis
- Young Love
- Ghostbusters: Ecto Force